# Marija Obrenović
Elena Maria Catargiu-Obrenović, srbskou cyrilicí: Елена Марија Катарџи-Обреновић (1831, Jasy – 16. července 1876, Drážďany) byla moldavská a rumunská bojarka. Byla dcerou bojara Konstantina Catargiu (1800-1871), majitele rozsáhlých statků a moldavského separatisty, a rumunské šlechtičny Smarandy Balș (1811-1886). V roce se Elena provdala za Miloše Obrenoviće, syna srbského revolucionáře Jevrema Obrenoviće.
V roce 1855, krátce po narození syna Milana, se s Milošem rozvedla. Na počátku 60. let 19. století se stala milenkou Alexandra Ioana Cuzy, knížete Valašska a Moldávie (od roku 1862 Spojeného knížectví Rumunska). Během tohoto románku s Alexandrem zplodila 2 syny - Alexandru Al. Ioan Cuza a Dimitrie Cuza.
Po zavraždění Michala Obrenoviće III. v roce 1868 se její syn Milan stal novým srbským knížetem. Její nemanželský syn Dimitrie v roce 1888 spáchal sebevraždu a syn Alexandru zemřel hned následujícího roku.